# Moris Simaszko
Moris Dawidowicz Szamis, pseudonim Moris Simaszko (ros. Морис Давидович Симашко, ur. 18 marca 1924 w Odessie, zm. 15 grudnia 2000 w Tel-Awiwie) – rosyjskojęzyczny pisarz kazachski. 
Ojciec Szamisa był mikrobiologiem z rodziny żydowskiej, a jego matka była Niemką nadwołżańską. On sam wychował się na Ukrainie i przez wiele lat żył w Turkmeni. Był autorem powieści historycznych, związanych z Bliskim Wschodem oraz Azją Środkową. 
Napisał między innymi:
- Jemszan: Opowieści czerwonych i czarnych piasków (1958, polskie wydanie – 1974) tom opowieści z[1]
  - Jemszan (transliteracja tytułu oryginału: Jemszan) - tłumaczył Jerzy Litwiniuk - historia egipskiego sułtana Bajbarsa
  - Fragi na rozdrożu (transliteracja tytułu oryginału: Iskuszenije Fragi) - tłumaczył Robert Stiller - epizod z biografii poety turkmeńskiego Makhtumkuli Fragi
  - Partyjska przypowieść (transliteracja tytułu oryginału: Pariianskaja bałłada) - tłumaczył Robert Stiller - opowieść o miłości Wis i Ramina
  - Pielgrzymka (transliteracja tytułu oryginału: Hadż Chajjam, 1965) - tłumaczył Robert Stiller - refleksje z pielgrzymki Omara Chajjama
  - W czarnych piaskach (transliteracja tytułu oryginału: W czornych pieskach) - tłumaczył Jerzy Litwiniuk
- Mag ze świątyni ognia (1971, polskie wydanie – 1972),
- Dłużnik dabira (transliteracja tytułu oryginału Iskuplenije dabira, 1979, polskie wydanie – 1983) – w przekładzie Jerzego Litwiniuka
- Hu-ha (polskie wydanie – 1989).